# Seiffen/Erzgeb.
Seiffen/Erzgeb. település Németországban, azon belül Szászország tartományban. Lakosainak száma 1985 fő (2023. december 31.).

## Népesség
A település népességének változása:
| Lakosok száma | 2305 | 2192 | 2138 | 2041 | 2027 | 1985 |
|               | 2015 | 2017 | 2019 | 2021 | 2022 | 2023 |